# Johannes Juul
Johannes Juul (27. oktober 1887 i Ormslev – 5. november 1969 i Haslev) var en dansk opfinder og vindmøllepioner. Han betragtes som en af pionererne inden for moderne vindmølle teknologi. 

## Uddannelse
Juul blev udlært som landlig elektriker i 1904 på Askov Højskole hvor Poul la Cour afholdt det første ”vindelektriker” kursus. Johannes Juul blev i 1914 autoriseret el-installatør, og han drev selvstændig installatørvirksomhed i Køge fra 1915 – 1926. 

## SEAS
I 1926 blev han ansat af elselskabet SEAS med den betingelse, at han skulle have lov til at foretage uafhængig forskning inden for de rammer, som SEAS kunne tilbyde ham. 

## Opfindelser
I begyndelsen af 1930'erne arbejdede han med at forbedre elektriske kogeapparater, det førte frem til opfindelsen af et egentligt lavvoltskomfur, som blev fabrikeret hos firmaet LK. Hans opfindelse af bl.a. lavvoltskomfuret i 1934 gjorde at han i 1940 blev optaget i Ingeniør-Sammenslutningen og dermed kunne kalde sig ingeniør på trods af at han var selvlært. 

## Anden verdenskrig
Under 2. verdenskrig opstod der forsyningsproblemer med kul og olie. 
Selv efter afslutningen på krigen var der stadig knaphed på disse ressourcer.

## Vindmøller
Johannes Juul foreslog SEAS, at han begyndte at eksperiementere med el-genererende vindmøller. Den første blev opstillet ved Vester Egesborg i 1950 og havde en generatoreffekt på 10 kW. Den næste blev opstillet i 1952 på Bogø og havde en generatoreffekt på 45 kW.
På baggrund af Juuls erfaringer blev der i regi af Danske Elværkers Forening men under Juuls ledelse i 1957 færdigstillet en tredje forsøgsmølle ved Gedser på 200 kW generatoreffekt. 
Gedsermøllen kørte i 10 år og viste sig i 1970'erne, at være verdens eneste store vekselstrømsvindmølle, der havde kørt i 10 år uden at rive sig selv i stykker. 
Møllehatten samt to restaurerede vinger fra Gedsermøllen er i dag opstillet på Elmuseet ved Tange, hvor tilblivelseshistorien bag er en del af museets formidling. Den tredje vinge er opbevaret på museets magasin.